# Museo Viktor Kosenko
Il Museo Viktor Kosenko è un museo situato a Kiev in Ucraina, che commemora la vita di Vіktor Kosenko. 

## Descrizione

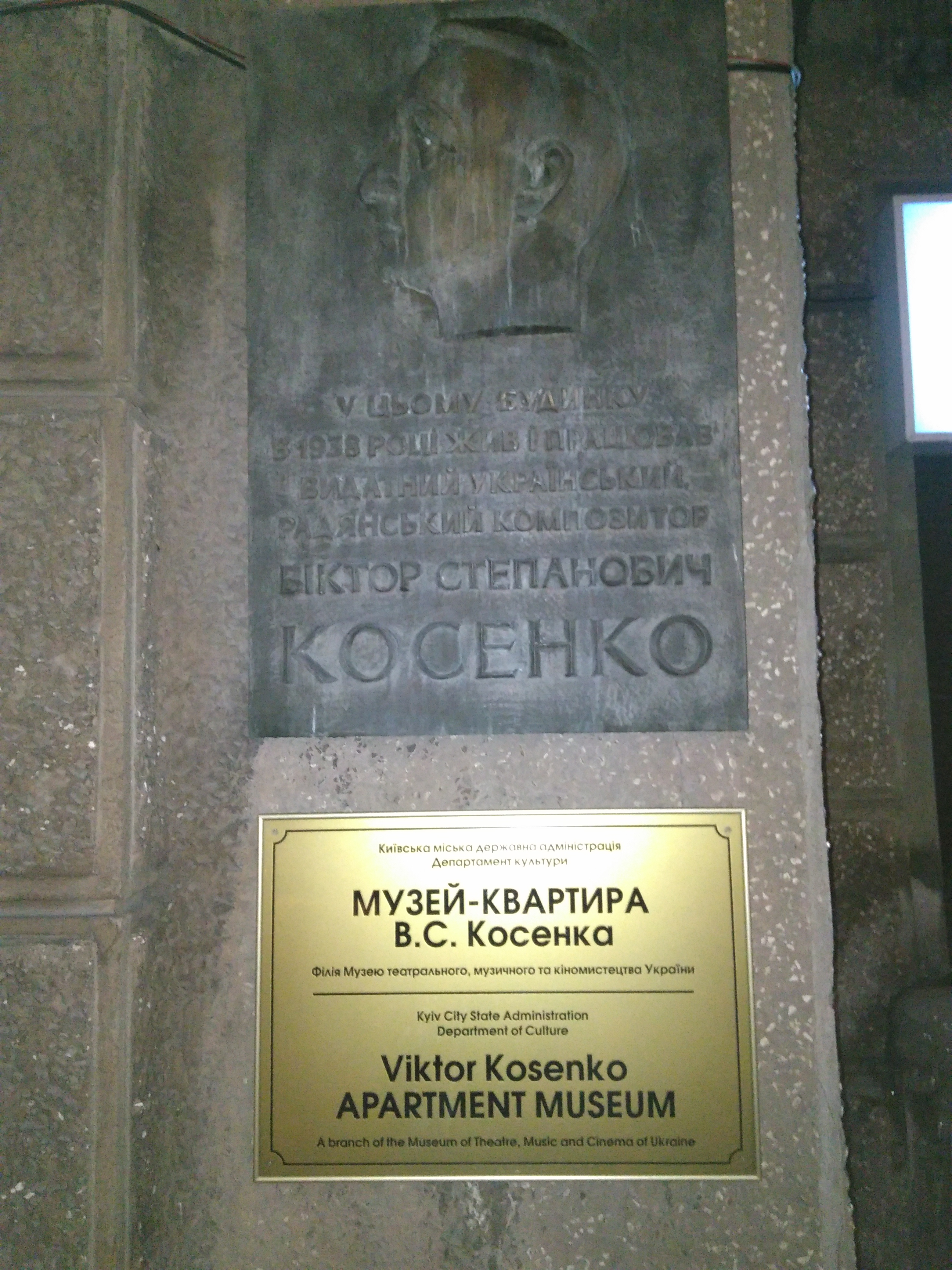
Targa commemorativa posta all'entrata del museo

Il museo venne allestito nel 1938, anno della sua morte, nell'edificio in cui Kosenko risiedette dall'11 maggio 1938 al 3 ottobre 1938, nei suoi ultimi mesi di vita. Il museo, dalla sua istituzione operò in maniera non ufficiale e onoraria fino al 1964, quando fu designato come edificio commemorativo. Nel 2007 il museo ha ottenuto lo status di casa museo.
L'interno del museo è stato conservato nei suoi arredi originali in stile anni trenta. Inoltre, l'edificio viene utilizzato dall'Unione dei Compositori ucraini per ospitare concerti, conferenze e convegni.